# 龍造寺家兼
龍造寺 家兼（りゅうぞうじ いえかね）は、室町時代中期から戦国時代にかけての武将。水ヶ江城主。龍造寺隆信の曽祖父。

## 生涯
享徳3年（1454年）、肥前の国人である龍造寺氏13代当主・龍造寺康家の五男として誕生。母は小鳥居信元の娘。
当初は分家である水ヶ江龍造寺家を興していたが、本家である村中龍造寺家が、内部分裂や当主の早逝で力を弱めたため、一門の長老である家兼が本家を補佐することとなった。ところが、剛腹かつ智勇に優れていた家兼は、たちまち本家の実権を掌握し、主家に当たる少弐氏の筆頭家臣にまで上り詰めた。享禄3年（1530年）には、大内義隆が家臣の杉興運に1万の大軍を預けて侵攻させたが、家兼は筑後川の支流でこれを撃退する活躍をした（田手畷の戦い）。
この戦いを機として大内義隆にその実力を認められるようになり、義隆に少弐氏から離反して大内氏に従うように勧められる。家兼は、外様の家臣（龍造寺氏は少弐氏に追われた千葉氏旧臣の家柄）であったこともあり、大内氏が主君の少弐資元を攻撃した時に積極的に救援をしなかった。結局、資元は自害に追い込まれ、家兼は主君を見捨てた裏切り者という疑惑を受けた。ただ、その後も家兼は資元の子・冬尚に仕えており、家兼に実際に謀反の意思があったのかについては疑問も残されている。
また、天文7年（1538年）の2月に剃髪し、以後より剛忠と名乗る。
天文14年（1545年）、剛忠が少弐資元を積極的に救援しなかったことを謀反による主君殺しと見て義憤を発した少弐氏の家臣・馬場頼周の策謀によって、剛忠の2人の息子と4人の孫が悉く誅殺された。剛忠は辛うじて筑後国に逃れ、柳川城主・蒲池鑑盛の保護を受けた。剛忠は90歳を超えた高齢であることから厳しい追及を受けずに生き延びた。
天文14年（1546年）、蒲池氏の支援を受けた剛忠は老躯を押して再起のために挙兵、鍋島清房らがこれに呼応し、馬場頼周を討って龍造寺氏を再興した。そして曾孫の胤信（のちの龍造寺隆信）を還俗させ、後事を託すと、間もなく死去した。享年92歳。彼の死後、曾孫の隆信はその勢力を広げ龍造寺家の最盛期を築くこととなる。

## 関連作品

### 小説
- 今村翔吾『老躯、翔ける』（『戦国武将伝 西日本編』収録、PHP研究所、2023年）